# Biobío (region)
Biobío (hiszp. VIII Región del Biobío) – jeden z 16 regionów Chile. Jego stolica to Concepción. Składa się z 3 prowincji i jest najważniejszym regionem w kraju po aglomeracji Santiago. Na zachodzie graniczy z Oceanem Spokojnym, na wschodzie z Argentyną, od północy z regionem Ñuble, na południe z regionem Araukania.
6 września 2018 z terenu regionu wyłączono prowincję Ñuble, która stała się XVI regionem Chile.
Prowincje regionu:
- Biobío
- Concepción
- Arauco